# Think Like a Dog
Think Like a Dog (bra:Uma Mente Canina) é um filme família de 2020 escrito e dirigido por Gil Junger . É estrelado por Josh Duhamel e Megan Fox, o filme gira em torno de um  experimento científico de um prodígio de tecnologia de 12 anos de idade dá errado e ele cria uma conexão telepática com seu melhor amigo, seu cachorro. A dupla une forças e usa suas perspectivas únicas da vida para superar comicamente as complicações da família e da escola.
Think Like a Dog foi lançado através de vídeo sob demanda em 9 de junho de 2020.

## Premissa
Após um experimento científico fracassado, Oliver forma uma conexão telepática com seu cachorro, Henry. Mas quando Oliver é sequestrado por sua nova invenção, Henry recruta seus amigos de quatro patas para ajudar a salvá-lo.

## Elenco
- Josh Duhamel como Lukas
- Megan Fox como Ellen
- Gabriel Bateman como Oliver
- Janet Montgomery como Bridget
- Julia Jones como agente Munoz
- Kunal Nayyar como Mr. Mills
- Bryan Callen como Mo Lester
- Hou Minghao como Xiao
- Madison Horcher como Sophie

## Produção
Foi anunciado em setembro de 2016 que Gil Junger estaria escrevendo e dirigindo o filme, com Andrew Lazar produzindo.
Nenhum outro anúncio sobre o filme foi feito até março de 2018, com os atores de Megan Fox e Josh Duhamel .
As filmagens começaram em Nova Orleans em maio, com Gabriel Bateman , Janet Montgomery , Julia Jones , Kunal Nayyar e Bryan Callen adicionados ao elenco.

## Lançamento
Think Like a Dog foi lançado através de vídeo sob demanda da Lionsgate em 9 de junho de 2020. O filme está disponível para alugar ou comprar no Apple TV, Google Play e YouTube.
No Brasil, o filme foi lançado exclusivamente pela Netflix em 3 de julho de 2020.

## Recepção
No agregador de críticas Rotten Tomatoes, o filme tem uma taxa de aprovação de 70% com base em 10 opiniões da imprensa. Tim Cogshell, escrevendo para a FilmWeek (KPCC - NPR Los Angeles) disse que o filme é "perfeitamente" indicado para crianças pequenas. Tessa Smith do Mama's Geeky chamou o filme de "lento e previsível - mas as crianças vão adorar as piadas de peido." Danielle Solzman, escrevendo para o Solzy at the Movies disse que "se você gosta de filmes com cachorros falantes, Think Like A Dog é simplesmente charmoso."